# Цхрамуха
Цхрамуха (груз. ცხრამუხა) — село в Грузии. Находится в Хашурском муниципалитете края Шида-Картли. Высота над уровнем моря составляет 720 метров. Население — 1728 человек (2014).